# Chthonius purgo
Chthonius purgo är en spindeldjursart som beskrevs av Curcic, Lee och Makarov 1993. Chthonius purgo ingår i släktet Chthonius och familjen käkklokrypare. Inga underarter finns listade i Catalogue of Life.